# コスマック
株式会社コスマック（英称：Cosmac Co., Ltd.）は、ソフトウェア開発事業を主とする企業である。
本社は東京都新宿区に所在する。代表取締役は、中川豊志。

## 沿革
- 1992年3月 - 中川豊志が代表取締役に就任し、コンピュータ・ソフトハウスとして株式会社コスマックと商号変更、事務所を東京都渋谷区代々木 1-19 に移転。
- 1993年2月 - 金融機関向けソフトウェア開発のため金融為替ブローカー ハトリマーシャル 株式会社と業務提携。
- 1994年10月 - ロイター・ジャパンを販売代理店とし金融パッケージ “ マーズラム ” を発売。
- 1995年5月 - CSK(株)を販売代理店とし、 金利系 取引支援システム “ アプレシア ” を発売(地方銀行 30 行以上納入)。
- 1995年8月 - 業務拡張のため、事務所を東京都渋谷区代々木 1-16 に移転。
- 1996年2月 - 資本金を1000万円に増資。
- 1998年5月 - 米系銀行バンカース・トラストと業務提携 デリバティブ統合リスク管理システム “ クライマックス (cri.max) ” の開発協力。
- 1999年7月 - バンカース・トラスト リスクアドバイザリー部門が 100%子会社 IQ フィナンシャルシステムズに移管され、それに伴い提携先を変更。
- 2001年7月 - IQ フィナンシャル・システムズ撤退に伴い、フューチャー・システム・コンサルティング（現フューチャーアーキテクト）へプロジェクトを移管のため パートナー契約を締結。
- 2002年2月 - 産学連携にて生鮮品鮮度管理システムのビジネスモデルを開発。
- 2006年11月 - 山崎情報設計と共同にてデリバティブ取引支援システム “ アプレシア 3 ” を開発。
- 2009年11月 - 国際会計基準（IFRS）に対応可能なライブラリ「XPVCalc」、時価会計キャッシュフロー生成パッケージ「SimpleCFCreator」を開発。
- 2011年1月 - 業務拡張のため、事務所を東京都新宿区富久町13-15 に移転。
- 2013年2月 - 事務所を東京都新宿区新宿2-15-29 に移転。
- 2016年12月 - 事務所を東京都新宿区新宿2-4-16 に移転。